# Magicicada septendecim
Magicicada septendecim је инсект из реда Homoptera. 

## Угроженост
Ова врста је на нижем степену опасности од изумирања, и сматра се скоро угроженим таксоном.

## Распрострањење
Врста има станиште у Канади и Сједињеним Америчким Државама.

## Станиште
Врста Magicicada septendecim има станиште на копну.